# Ralph Firman
Ralph Firman, född 20 maj 1975 i Norwich, är en brittisk-irländsk racerförare. Firmans mamma är irländsk och själv har Firman även irländskt medborgarskap. Firman tävlade från början med en brittisk licens men valde att tävla med en irländsk licens för formel 1-serien.

## Racingkarriär
Firman började tävla vid elva års ålder och blev som femtonåring brittisk kartingmästare . Han fortsatte med racing i Formel Vauxhall Junior och formel 3. 2001 flyttade Firman till Japan och tävlade för Nakajima Racing och blev Formel Nippon-mästare 2002. Denna framgång ledde till att han blev testförare hos formel 1-stallet British American Racing.
Firman gjorde debut i formel 1 som andreförare i Jordan under 2003.  Efter en mindre lyckad säsong lämnade han F1-scenen, och återvände till Japan.

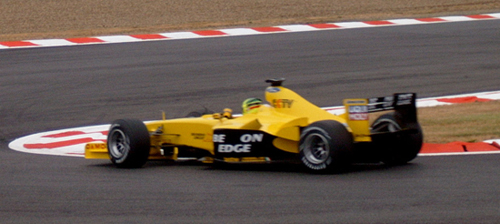
Ralph Firman i Jordan.

## F1-karriär
| Säsong | Stall/Tillverkare | Poäng | Placering |
| ------ | ----------------- | ----- | --------- |
| 2003   | Jordan-Ford       | 1     | 19        |